# 날으는 돼지 - 해적 마테오
《날으는 돼지 - 해적 마테오》(MATEO - the Great Pig Pirate) (중국어: 猪海盗马蒂奥, 병음: Fēi zhū hǎi dào Mǎ dì ào)는 중국과 한국에서 제작된 송근식 감독의 2004년 애니메이션, 가족, 모험, 코미디 영화이다. 강수진 등이 주연으로 출연하였다.

## 출연
- 강수진 - 마테오
- 노민 - 스나우트
- 이장우 - 럼프
- 김호성 - 아이기
- 조정린 - 커틀렛
- 김학철 - 울프비어드
- 최석필 - 햄혹왕
- 박만영 - 맨지
- 서원석 - 딩고
- 시영준 - 슬래쉬
- 대은호 - 조타수

## 기타
- 원작자: 최백
- 제작책임: 김영두
- 프로듀서: 김영재
- 목소리 연출: 강호식
- 연기지도: 권희덕
- 예술연출: 윤석화